# Malnate
Malnate (AFI: /malˈnaːte/; Malnàa - /malˈnɑː/ - in dialetto varesotto) è un comune italiano di 16 600 abitanti della provincia di Varese, in Lombardia. Dista 8 chilometri dal capoluogo ed è il 9º comune della provincia per numero di abitanti.
Il comune consiste di altre località oltre al nucleo principale: Villa Rossi, Folla, Rovera, Monte Morone, Baraggia, San Salvatore e Gurone. La posizione del paese, attraversato dalla Strada statale 342 Briantea e dalla rete ferroviaria FNM favorì il largo sviluppo della cittadina in epoca contemporanea, ulteriormente rafforzato da una forte immigrazione, sia interregionale sia interstatale.

## Geografia fisica

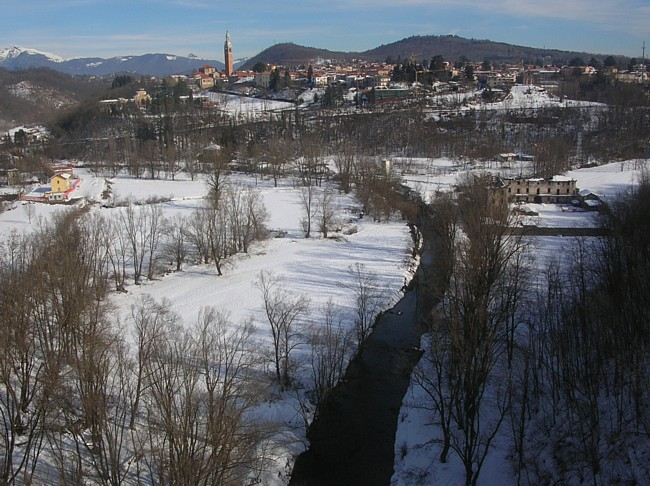
Vista dell'Olona e del paese, sullo sfondo Monte Casnione e Monte Morone.

Malnate sorge nella Regione agraria n. 4 - Colline di Varese. Il paesaggio è caratterizzato dai due rilievi, il Monte Morone (498 m s.l.m.) e il Monte Casnione (492 m s.l.m.), e dalla valle del Lanza, che attraversa il territorio malnatese per buttarsi nell'Olona. Altri corsi d'acqua presenti sono il Fugascè e la Quadronna, che rientrano nel Parco Valle del Lanza. Dal punto di vista altimetrico, il territorio comunale va dai 282 m s.l.m. del fondovalle dei Mulini di Gurone ai 498 m s.l.m. della cima di Monte Morone. Il comune confina a nord con Cantello, a est con Cagno, Solbiate e Binago, a sud con Vedano Olona e Lozza, ad ovest con Varese.

### Territorio
Il centro abitativo di Malnate, come Gurone, sorge sui terrazzi alluvionali delle sponde sinistre del torrente Lanza e del fiume Olona, nella zona in cui l’alta pianura entra nella collina. La falda acquifera è poco profonda, come dimostrano le numerose sorgenti che affiorano sul territorio. Rovera e San Salvatore sono invece centri di "pianalto". I fondovalle del torrente Lanza e del fiume Olona hanno caratteristiche che li rendono non idonei ad essere abitati, ma proprio la presenza di acqua favorì lo sviluppo di attività come i mulini e le "folle" (che danno il nome a tali zone).
La collina su cui sorge l'abitato si è formata nel Miocene ed è costituita da puddinga (conglomerato poligenico di ciottoli), mentre i versanti sono ricoperti da Morenico Rissiense, risalenti all'omonima glaciazione. La valle del Lanza è caratterizzata da altre formazioni risalenti al Miocene, Marne e Arenarie micacee dette anche Arenarie di Malnate, la "molera", pietra utilizzata per anni nell'edilizia malnatese formatasi 25 milioni di anni fa dai materiali che i fiumi portavano verso il mare e si depositavano sul bordo della scarpata continentale, formando una conoide sottomarina, poi sollevata sopra il livello delle acque. Le argille, che si trovano all'altezza dei Mulini di Gurone, risalgono al quaternario e al ghiacciaio che scendeva dal bacino del Lago di Lugano. Dal primo periodo interglaciale derivano invece le sabbie e le ghiaie frammiste al Ceppo (conglomerato) che ricoprono i pianori delle terrazze lungo le valli. Alla glaciazione di Mindel risalgono i terreni ricoperti dal Löss, terriccio sabbioso-argilloso, che costituisce terreni scarsamente coltivabili, le "baraggie" (toponimo di un'altra zona del paese). Il centro abitato di Malnate è costruito su terrazzi ricoperti dal terriccio depositato durante l'ultima era diluviale.
Classificazione sismica: zona 4 (sismicità irrilevante)

### Clima
Dati relativi agli anni dal 1973 al 2008, esclusi 2002 e 2003 per cui non sono disponibili dati.
- Classificazione climatica: zona E, 2 634 GG.[10]
- Diffusività atmosferica:

| MILANO MALPENSA            | Mesi  | Mesi  | Mesi  | Mesi  | Mesi  | Mesi  | Mesi  | Mesi  | Mesi  | Mesi  | Mesi  | Mesi  | Stagioni | Stagioni | Stagioni | Stagioni | Anno    |
| MILANO MALPENSA            | Gen   | Feb   | Mar   | Apr   | Mag   | Giu   | Lug   | Ago   | Set   | Ott   | Nov   | Dic   | Inv      | Pri      | Est      | Aut      | Anno    |
| -------------------------- | ----- | ----- | ----- | ----- | ----- | ----- | ----- | ----- | ----- | ----- | ----- | ----- | -------- | -------- | -------- | -------- | ------- |
| T. max. media (°C)         | 6,1   | 8,6   | 13,1  | 17,0  | 21,3  | 25,5  | 28,6  | 27,6  | 24,0  | 18,2  | 11,2  | 6,9   | 7,2      | 17,1     | 27,2     | 17,8     | 17,3    |
| T. min. media (°C)         | −4,4  | −2,5  | 0,4   | 4,3   | 9,0   | 12,6  | 15,3  | 14,8  | 11,5  | 6,4   | 0,7   | −3,6  | −3,5     | 4,6      | 14,2     | 6,2      | 5,4     |
| Precipitazioni (mm)        | 67,5  | 77,1  | 99,7  | 106,3 | 132,0 | 93,3  | 66,8  | 97,5  | 73,2  | 107,4 | 106,3 | 54,6  | 199,2    | 338,0    | 257,6    | 286,9    | 1 081,7 |
| Giorni di pioggia          | 6     | 6     | 8     | 9     | 10    | 9     | 6     | 8     | 6     | 7     | 8     | 6     | 18       | 27       | 23       | 21       | 89      |
| Umidità relativa media (%) | 78    | 76    | 69    | 73    | 74    | 74    | 74    | 73    | 74    | 77    | 80    | 80    | 78       | 72       | 73,7     | 77       | 75,2    |
| Vento (direzione-m/s)      | N 3,3 | N 3,3 | N 3,4 | N 3,5 | N 3,3 | N 3,2 | N 3,1 | N 3,0 | N 3,1 | N 3,1 | N 3,4 | N 3,3 | 3,3      | 3,4      | 3,1      | 3,2      | 3,3     |

## Origini del nome
Malnate ha un'etimologia incerta: la tradizione orale vuole che il nome derivi da un episodio infelice per la regina Longobarda Teodolinda, che definì "malnate" le persone abitanti del luogo (Malnàa in insubre, significa mal-nato, ovvero furfante, delinquente). Teodolinda non definì "malnati" i malnatesi, ma parrebbe aver detto "mal-a-nà" ovvero "malandare" a causa della difficoltà di attraversamento del paese sulla strada coperta di ramaglia e fogliame (meregàsc) per ridurre i danni causati dal passaggio dei carriaggi e dei cavalli del corteo. Etimologicamente invece il prefisso Malna- può derivare da marna, roccia argillosa presente in zona, tenuto conto dell'indeterminatezza della consonante "r" e forse della necessità di distinguerlo da un altro comune della valle dell'Olona chiamato appunto "Marnate", mentre il suffisso locativo celtico -ate è il cimbrico aite, che significa contrada, lasciando così ipotizzare "Contrada della Marna". Il nome è comunque attestato già a partire dall'XI secolo, prima come Melnate e poi, dal 1089, come Malnate.

## Storia

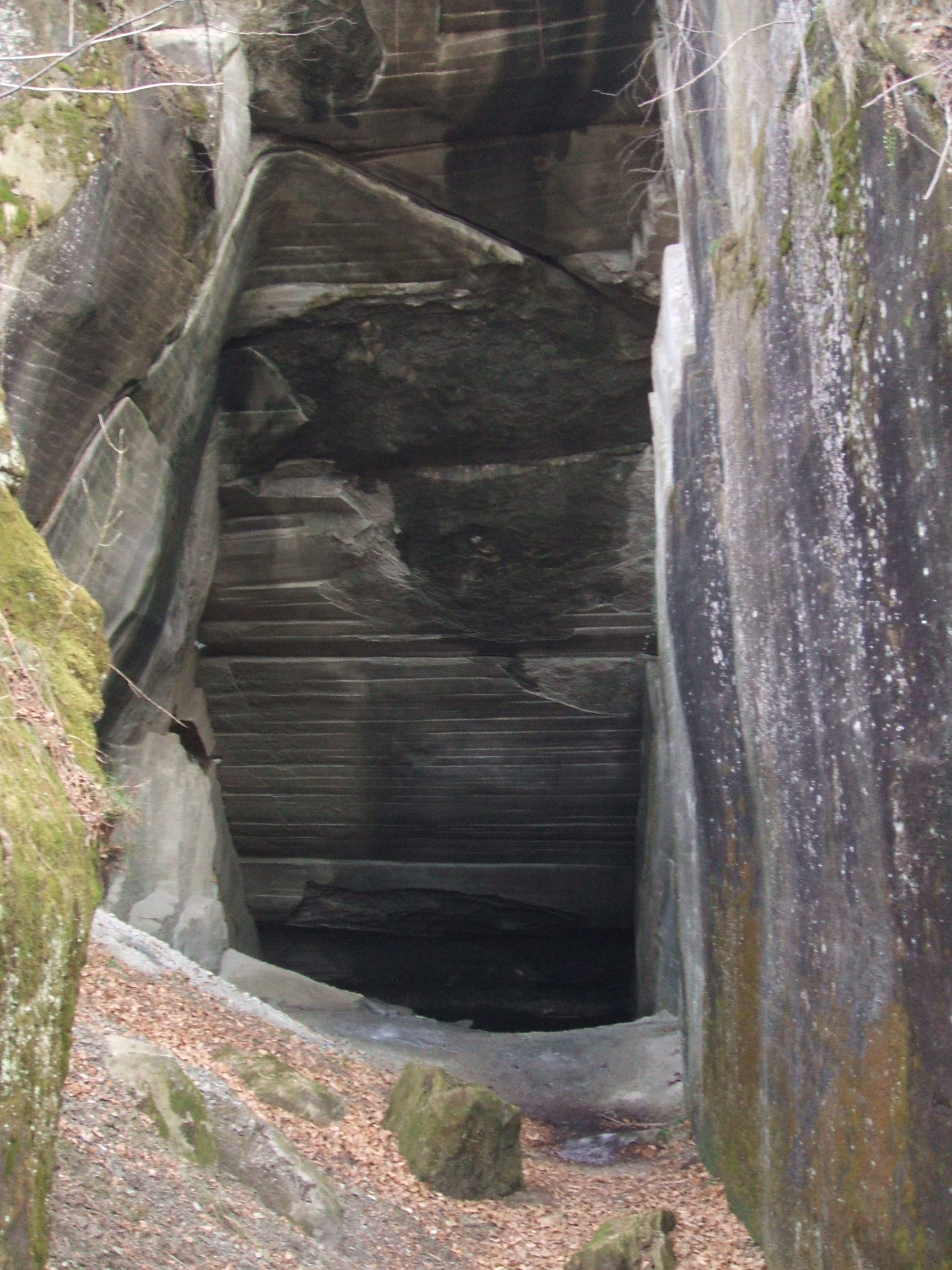
Ingresso di una cava di molera, Parco Valle del Lanza

Prima del X secolo d.C. non si hanno notizie certe dell'esistenza del paese. Molto probabilmente la zona era occupata da insediamenti Celti già dagli ultimi secoli prima di Cristo, da cui ebbe origine poi la comunità, come attesta il suffisso –ate del nome ed alcuni ritrovamenti archeologici in località Rogoredo. Queste tribù vennero poi sconfitte dai romani, di cui rimangono poche testimonianze, tra cui la pianta ortogonale del centro storico e la torre romana di Monte Morone, che in seguito sarà adattata a campanile. Con la caduta dell'Impero romano d'Occidente il territorio subì diverse invasioni barbariche da parte di Ostrogoti e Longobardi, fino all'inizio del feudalesimo. Tra il 1160 e il 1183 subì saccheggi e devastazioni dovuti all'attraversamento delle truppe di Federico Barbarossa che da Como si spostavano verso la nemica Varese.
Come risulta dalla Storia di Milano dell'Istituto Treccani, Martesana e Seprio, quindi Varese, non erano territori nemici, ma alleati del Barbarossa contro Milano. Dal castello di Belforte l'Imperatore sarebbe partito per la battaglia di Legnano.
Diversi documenti dell'epoca medievale fanno ritenere, con buona sicurezza, che fosse già a livello Comunale dal 1100; da una recente ricerca fatta dall'associazione “ARS” (Amici Ricerche Storiche), è emerso che compare per la prima volta in un atto di vendita del 1132 tra Landolfo e Guglielmo, zio e nipote, a favore di Pietro Gualapo, inoltre dal fatto che già nel 1141 avesse un sistema di pesi proprio, si può supporre che la comunità fosse sufficientemente strutturata e funzionale ed il paese avesse già abitazioni, botteghe, chiese, strade e servizi utili per la vita quotidiana dei suoi abitanti. Mancano notizie precise sui confini del territorio comunale che probabilmente includeva anche centri più distanti come Concagno e Belforte: un atto di vendita datato 1164 riporta infatti Actum Belforte, in Malnate e una vertenza del 1218 Campum Cagni, et est de territorio de Malnate.
Vari documenti riguardanti Malnate si trovano con riferimento al monastero di San Gemolo di Ganna, dipendenza della abbazia di San Benigno di Fruttuaria, che aveva grandi proprietà anche nel territorio malnatese: la "Possessione granda", la "Possessione piccinina", l'antico abitato di Rovera e la chiesa dedicata allo stesso santo con tutto il territorio circostante, con trasferimento fatto nel 1556 all'Ospedale Maggiore di Milano (Cà Granda) nel 1556, dall'ultimo abate commendatario il card. Angelo Medici futuro Pio IV. Il monastero gannense ebbe anche vari priori e monaci malnatesi.
Nel Catasto Teresiano l'ospedale risulta proprietario di 2 551 pertiche e 5 1/2 tavole di terreni, con il reddito di 12 456 scudi, 3 lire e 3 ottavi, poi ridottesi sino a scomparire nel periodo napoleonico.
Dal 1395 Malnate appartenne al Ducato di Milano e ne seguì le vicende sotto le varie dominazioni; era amministrato da “consoli, deputati e sindaci”, le decisioni più importanti venivano prese dall'assemblea dei capi famiglia che si riunivano nella piazza comunale richiamati dal suono della campana.
Nel 1511 la popolazione venne decimata dagli Svizzeri al servizio del vescovo di Sion, cardinale Matteo Schiner, chiamato per liberare quelle terre dai francesi. Da un censimento fatto nel 1597 Malnate, con le frazioni di Rovera, Monte Morone e Folla, era abitata da 760 persone.
In realtà gli Svizzeri, acquartierati in Monte Morone per andare alla battaglia di Marignano e successivamente ritornati nel territorio malnatese prima del rientro nella Confederazione Elvetica, causarono vari danni, ma pochi morti.
Tra la fine del Cinquecento e l'inizio del secolo successivo, venne visitata dai cardinali Carlo e Federico Borromeo, che lasciarono somme di denaro per restaurare ed ampliare la chiesa patronale. All'inizio del Seicento, i malnatesi si distinsero nella costruzione delle cappelle del Sacro Monte insieme ai magistri Saltriesi.

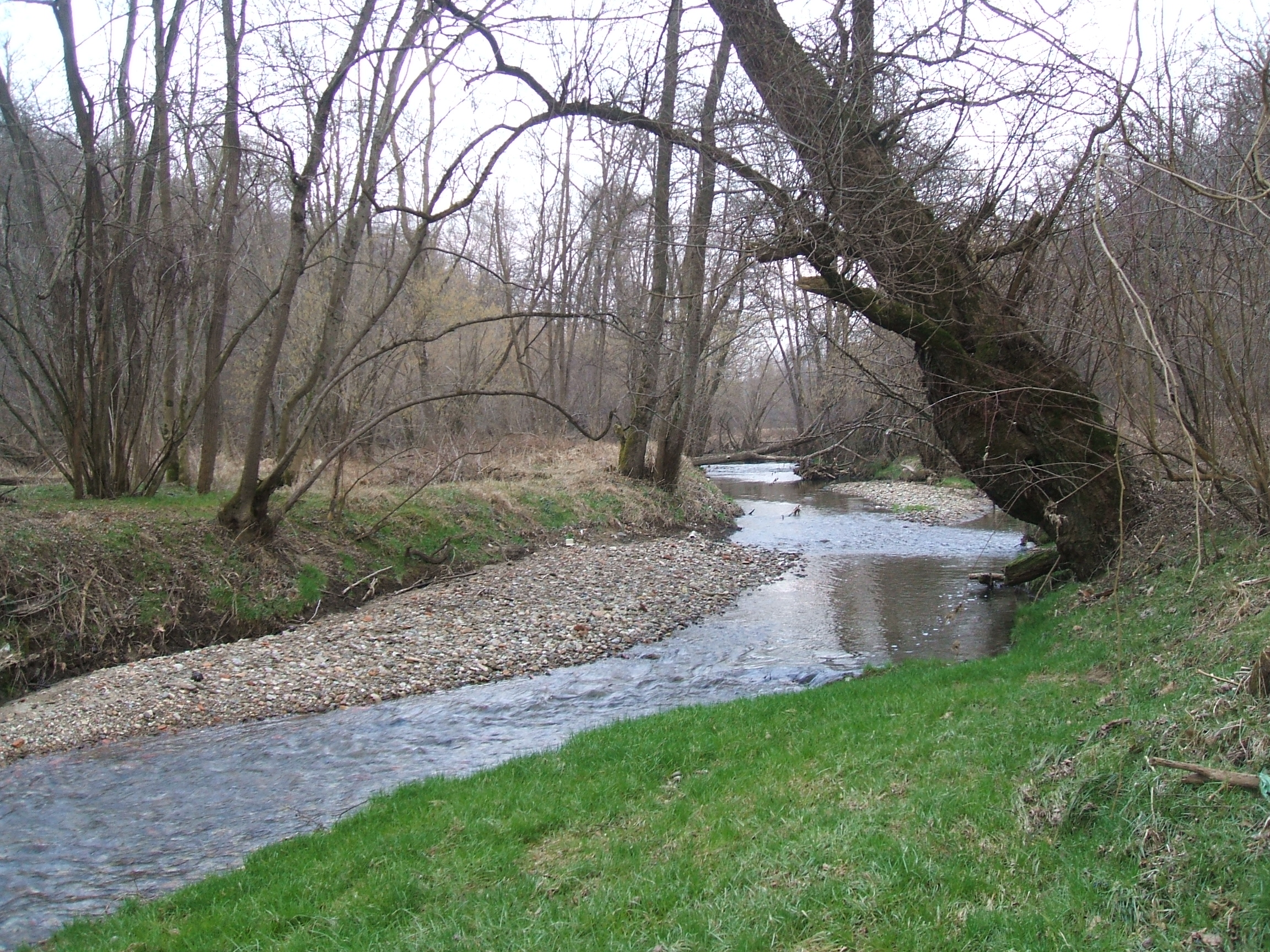
Tratto del Lanza nell'omonima valle

Nel 1706 l'Austria occupò parte della Lombardia ed iniziò una grande ripresa economica e culturale: ne abbiamo traccia nelle splendide mappe del Catasto Teresiano, in vigore dal 1760. Durante i lavori per l'attivazione del Catasto, venne aggregato a Malnate il Comune rurale di San Salvatore e il "comunetto" di Monte Morone: la dizione ufficiale del Comune divenne così “Comune di Malnate con Monte Morone e San Salvatore”. All'inizio del XIX secolo Malnate viene descritta, nell'Antiquario della Diocesi di Milano di Francesco Bombognini e Carlo Redaelli, come la «terra la più popolata della Pieve».
Nel 1796 Napoleone Buonaparte conquistò l'Italia settentrionale a nome della Francia rivoluzionaria, fondando in seguito la Repubblica Cisalpina, che assorbì la Repubblica Cispadana. Sotto la Cisalpina, il Comune apparteneva al Dipartimento del Lario, Distretto e Cantone di Varese. Nel 1803 venne terminata la grande strada Varese-Como, poi SS Briantea, che attraversa l'abitato.
Dopo il ritorno degli Austriaci nel 1814 e a seguito del Congresso di Vienna, Malnate fece parte del Regno Lombardo-Veneto. Nel 1821 fu eletto il primo Consiglio comunale.
A causa della posizione strategica tra Varese e Como, il territorio comunale fu importante teatro di battaglia durante le guerre d'indipendenza e, il 26 maggio 1859, le località Folla e San Salvatore videro scontrarsi, nel corso della battaglia di Varese, i volontari di Garibaldi e le truppe austriache del generale Karl von Urban.
Dopo l'Armistizio di Villafranca (11 luglio 1859) e, formalmente, a seguito della pace di Zurigo (10 novembre 1859), Malnate seguì la sorte dell'intera Lombardia ed entrò a far parte dei territori del Regno di Sardegna, sotto il regno di Vittorio Emanuele II di Savoia. Il 17 marzo 1861, Malnate vide la nascita del nuovo Regno d'Italia.
Nel tardo Ottocento continuò la realizzazione di grandi opere che resero Malnate un importante nodo di comunicazione e di traffico: tra il 1883 ed il 1885 venne costruito l'imponente Ponte di Ferro, che permise ai treni di giungere fino a Varese. Esso fu sostituito nel 1928 da un nuovo ponte in calcestruzzo, la cui importanza è dimostrata dal fatto che, nello stemma comunale, assume posizione centrale e dominante.
La riforma degli enti locali del 1927 creò la nuova provincia di Varese, cui fu aggregato anche Malnate (territori entrambi fino a quel momento sotto la provincia di Como). In conseguenza della riforma il R.D. del 12 agosto 1927 soppresse il Comune di Gurone accorpandolo a Malnate con effetto dal 4 gennaio 1928.
Il sacrificio dei malnatesi nelle guerre coloniali, nella prima e nella seconda guerra mondiale è ricordato dai loro nomi incisi sulla lapide del monumento ai Caduti per la Patria di Piazza Vittorio Veneto.
Il 22 gennaio 2016 viene insignita del titolo di Città. Al 2017 il Comune di Malnate era una comunità di quasi 17 000 abitanti, comprendente le frazioni di San Salvatore, Gurone, Folla e Rovera.

### Simboli
L'iter di concessione dello stemma ebbe inizio allorché nel 1937 il podestà Alfredo Rosacher propose di cambiare il toponimo comunale in Miravalle (ipotesi poi non verificatasi). Il bozzetto originario, a opera di Francesco Forte, primo archivista dell'Archivio di Stato di Milano, non soddisfò il Comune: il professor Enrico Casartelli, direttore della scuola professionale di disegno di Malnate, fu quindi incaricato di rielaborarlo. Ne scaturì la seguente blasonatura, ratificata dal regio decreto del 16 maggio 1940:
Il lavoro fu fortemente improntato alla rappresentazione del paesaggio locale, includendo l'imponente ponte ferroviario in cemento che collega a Varese, le pendici del Monte Morone e il Monte Rosa sullo sfondo; le tre stelle in capo simboleggiano i tre centri abitati "fondativi" del comune, ovvero Malnate, Gurone e San Salvatore. Il tutto, come prescritto dalla legge, sarebbe stato completato dal Capo del Littorio (poi abraso nell'estate del 1943) e da una lista recante il motto Fervet opus (ferve il lavoro), evocante l'antica vocazione industriale della zona.
Il decreto sancì anche la concessione del gonfalone, in queste forme:
All'atto pratico, dato il concomitante scoppio della seconda guerra mondiale, il gonfalone non venne consegnato al Comune. L'iter si concluse solo nel secondo dopoguerra, allorché il 30 dicembre 1952 la giunta comunale nominò un comitato, che si occupò dapprima di raccogliere i fondi necessari per la produzione del drappo (125.000 lire) e quindi di appaltarne la realizzazione alla ditta Vedeme di Milano. L'8 novembre 1953 il vessillo fu consegnato e inaugurato con una solenne cerimonia.

Stemma prima della concessione del titolo di Città
Gonfalone prima della concessione del titolo di Città

## Monumenti e luoghi d'interesse

### Architetture religiose

#### Chiesa prepositurale di San Martino
Il primo nucleo della chiesa parrocchiale risale al Medioevo (1200 c.a.) ed inizialmente era orientata in modo opposto, con l'abside ad est e l'entrata ad ovest. Le prime ristrutturazioni furono commissionate dal cardinale Carlo Borromeo e dal successore Federico Borromeo verso la fine del Cinquecento, mentre la grande crescita demografica conosciuta nella seconda metà del XVII sec. rese necessario un ampliamento radicale della struttura, che portò all'abbattimento delle mura perimetrali e all'aggiunta delle navate laterali. Nel 1819 venne sostituito il vecchio altare ligneo con uno acquistato da una chiesa sconsacrata di Como. Nel 1912 venne definitivamente ampliata e assunse l'odierna conformazione con il rovesciamento della disposizione interna e solo dopo la prima guerra mondiale vennero conclusi i lavori con la costruzione della nuova facciata. Nel piazzale antistante la nuova entrata si trovava il vecchio campanile che nel 1948, con l'arrivo del nuovo prevosto don Giuseppe Bosetti, si decise di abbattere, senza tener conto della tradizione e della storia legata ad esso. Nel 1956 venne inaugurato il nuovo campanile, il secondo più alto della zona dopo quello della basilica di San Vittore di Varese, recentemente restaurato dopo il distaccamento di una parte della copertura in mattoni. Il 14 settembre 2012 è stata inaugurata una Via Crucis in terracotta dello scultore Felice Mina posizionata sulla parete centrale del transetto alla sinistra della Cappella del Sacro Cuore.

#### Chiesa di San Matteo

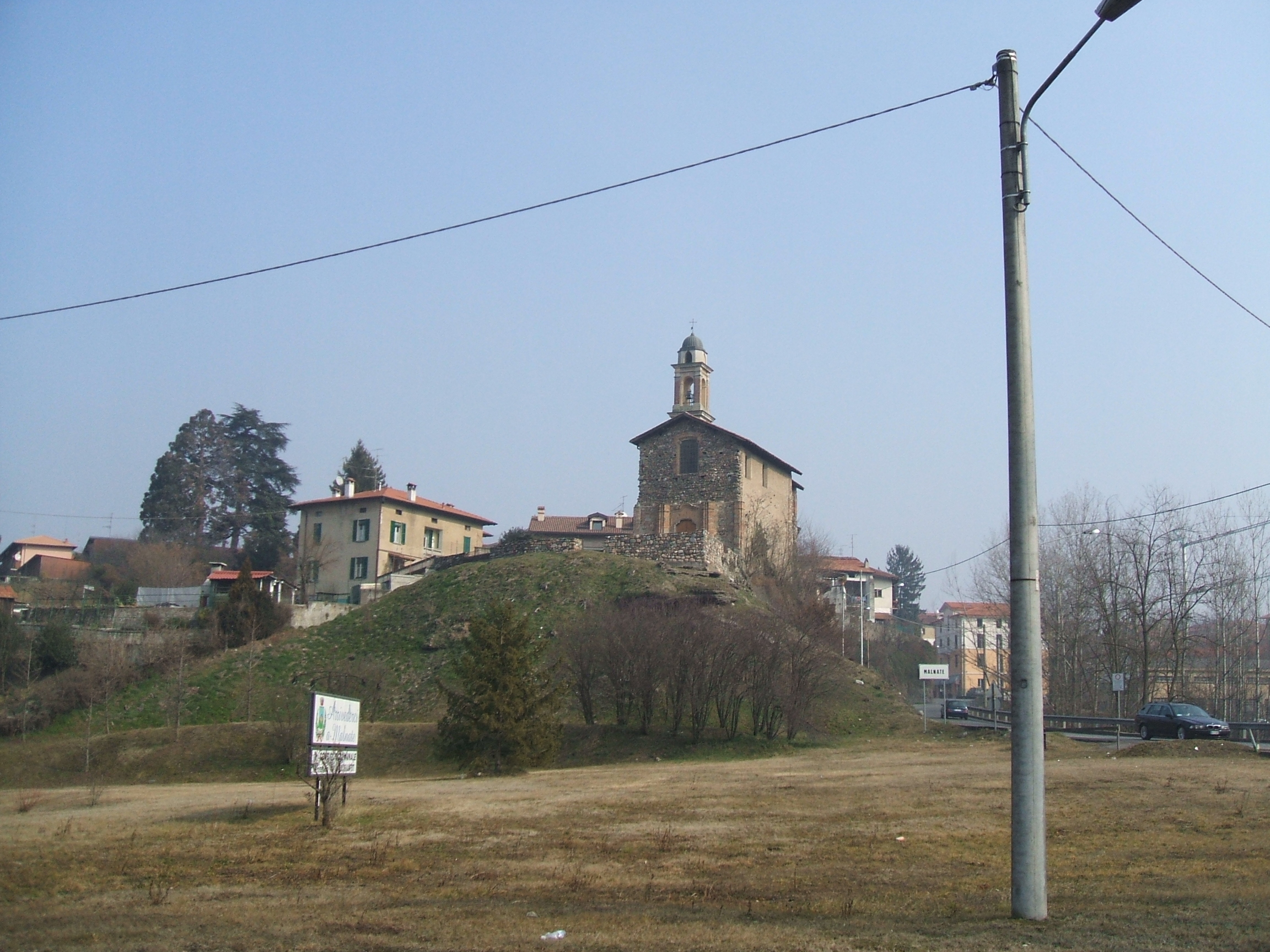
Vista della Chiesa di San Matteo

Si trova in posizione strategica, tra l'antico nucleo del paese e la valle dell'Olona, dove probabilmente era già stata costruita prima dell'anno 1000 una fortificazione difensiva. Secondo la tradizione è la prima costruita a Malnate. Risale all'anno 1000 ed originariamente era una piccola cappella che racchiudeva l'abside, in stile romanico edificata con le pietre locali. Solo più tardi vennero costruiti la sacrestia ed il campanile. L'interno era poco luminoso e le tre finestre illuminavano al mattino l'abside e l'altare posizionati ad est. L'entrata principale era situata a nord, verso il centro abitato. Nel Settecento venne ampliata utilizzando ancora materiale povero e di recupero e vennero coperti alcuni dipinti del 1400. Il pavimento, costruito con pianelle di pasta di mattoni, venne alzato di circa mezzo metro e nascose in parte i dipinti di alcuni Santi riportati alla luce successivamente. All'interno si mescolano gli antichi dipinti cinquecenteschi con quelli realizzati dopo l'ampliamento; trovano rappresentazione diversi Santi: san Lucio di Val Cavargna, santa Caterina d'Alessandria, la Madonna del Latte, santa Marta, sant'Antonio abate, santa Liberata ed altri dipinti rappresentanti l'incoronazione di santa Teresa d'Avila, la Trinità, san Matteo di Giovanni Battista Croci e la Madonna col Bambino.

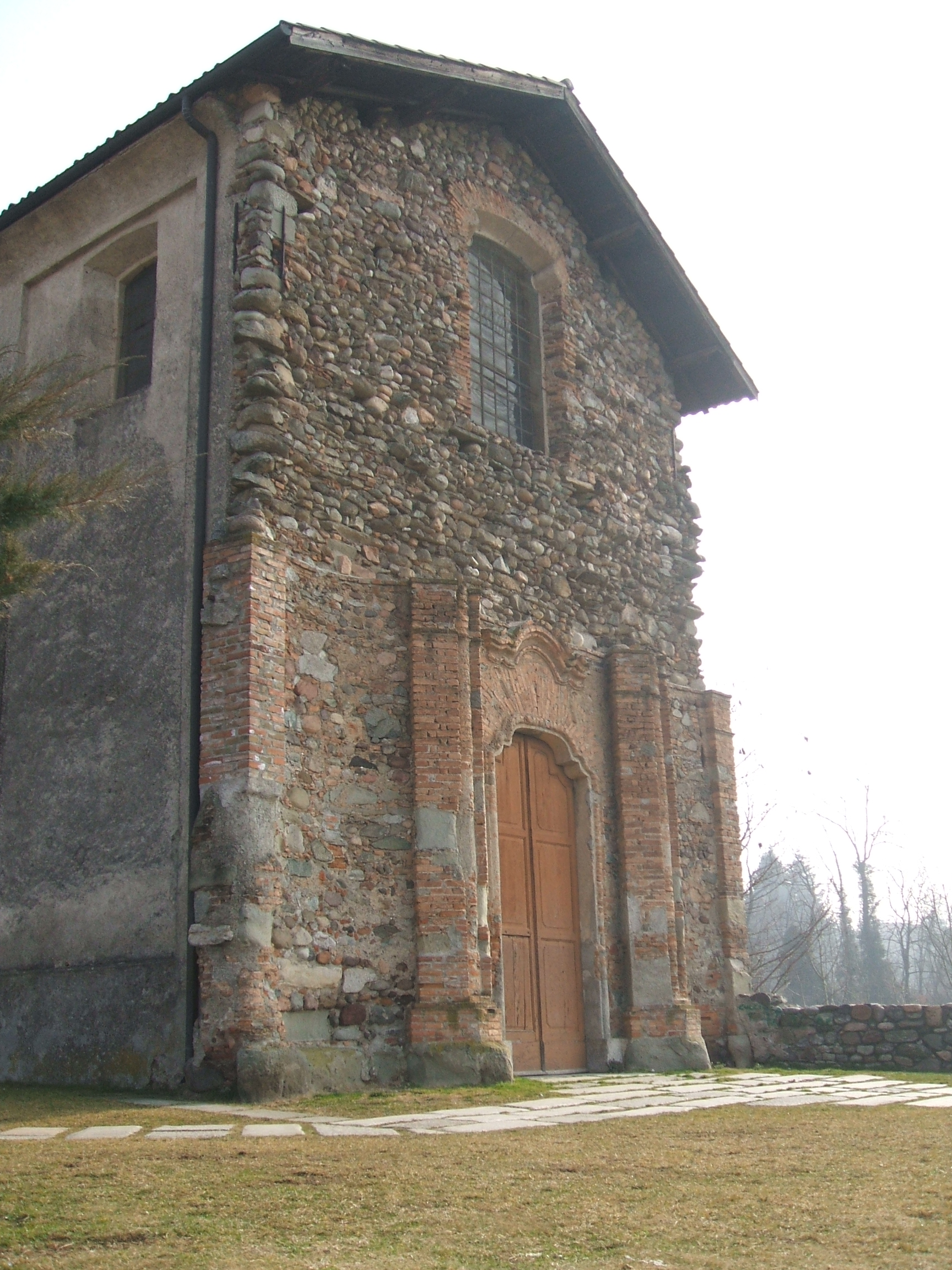
Facciata della Chiesa di San Matteo

#### Cappella di San Rocco
Eretta tra il 1529 e il 1534 nella piazza antistante l'antico nucleo del paese, alla fine del Settecento venne demolita in parte durante i lavori di ristrutturazione della piazza. Lateralmente e frontalmente è aperta con strutture ad arco sostenute da pilastri. La parete interna è adornata da un affresco coevo, lo "Sposalizio mistico di santa Caterina da Siena con Gesù Bambino", sotto il quale è ancora presente il vecchio altare in pietra. A lato della Madonna sono rappresentati san Rocco e San Sebastiano. Sul frontale vi sono i lacerti di due stemmi, a sinistra quello di papa Leone X de'Medici e a destra quello del Regno di Spagna di re Filippo II (1558–1580), caricato dallo stemma del Ducato di Milano, quale arma di dominio sullo stesso, e circondato dal collare dell'Ordine del Toson d'Oro.

#### Chiesa di San Carlo (località Rovera)

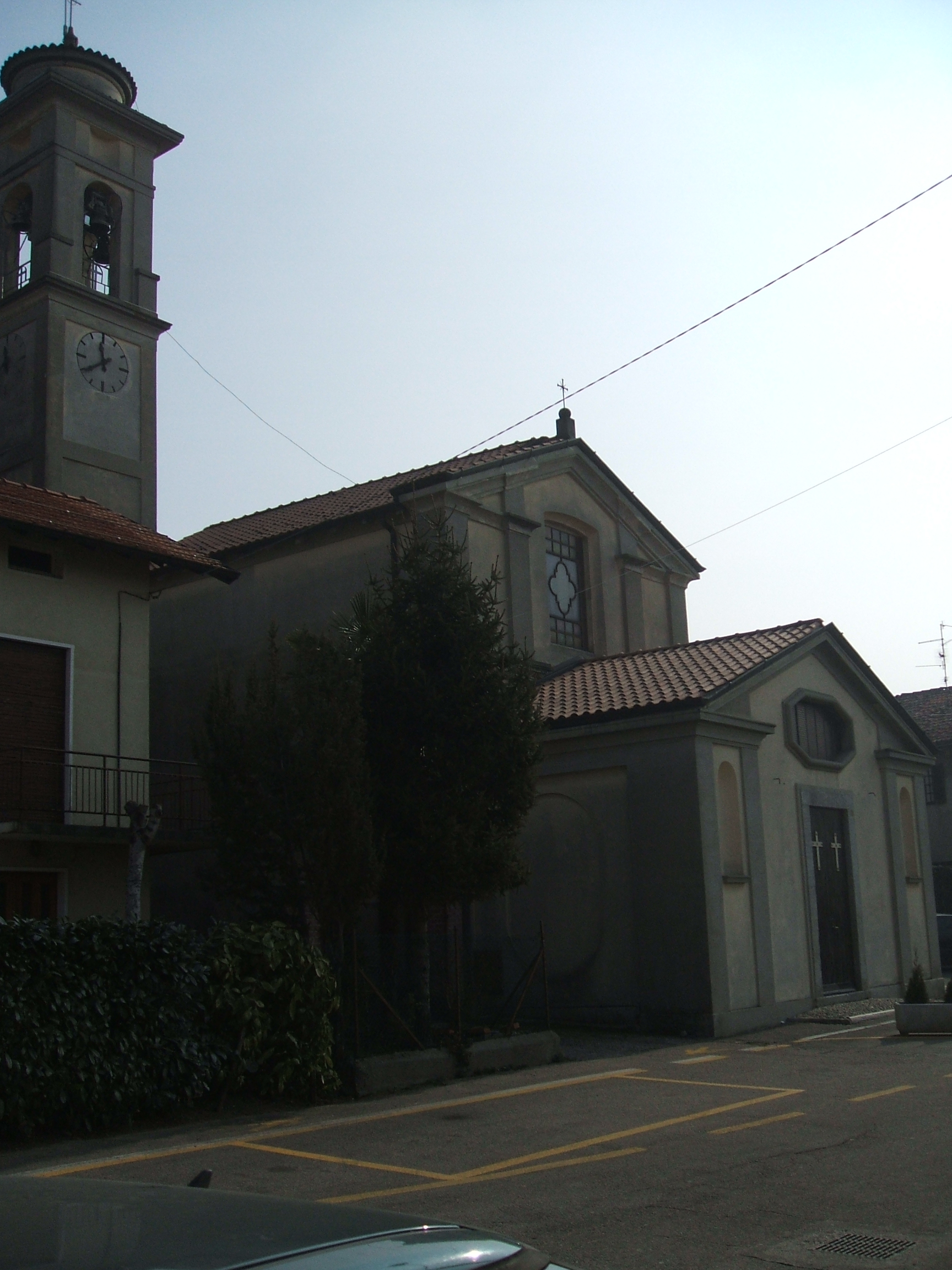
Vista della Chiesa di San Carlo

Nello stesso luogo in cui vi è questa chiesa, anticamente era presente una piccola cappella dedicata a san Gemolo, legata alla Badia di Ganna proprietaria di alcuni terreni in paese. Fu l'arcivescovo Carlo Borromeo dopo la visita pastorale del 1574 ad ordinare l'abbattimento della cappella e la costruzione al suo posto della chiesa, realizzata nel corso del XVII secolo grazie al contributo dell'Ospedale Maggiore di Milano, proprietario di molti terreni della zona, e della famiglia Oddoni, affittuaria della chiesa. L'edificio sacro fu poi intitolato allo stesso san Carlo. Nei primi anni del Novecento, a causa della crescita della popolazione, la chiesa venne ampliata e ristrutturata, cercando di mantenere una continuità con la parte più antica. 
La chiesa è a pianta rettangolare con un'unica navata, separata dall'abside da un arco trionfale, su cui è visibile il simbolo della famiglia Borromeo, una corona con la scritta "Humilitas".

#### Santuario della Madonna della Cintola
Situato nell'abitato di Monte Morone, simulacro legato al culto della reliquia della cintura appartenuta a Maria. Inizialmente dedicata alla Madonna Consolatrice, probabilmente la chiesa di Monte Morone ha subito l'influsso delle confraternite agostiniane assumendo il particolare della cintura, anche se non ci sono riferimenti ufficiali a tale devozione in quanto la statua è sempre descritta come "Vergine Maria col Bambino". Durante lavori di restauro della chiesetta di Santa Maria di Monte Morone è stata portata alla luce l'abside originale, le cui caratteristiche potrebbero confermare una leggenda del luogo secondo cui la chiesa originariamente era stata costruita per ospitare la statua di una Madonna Nera, ritrovata sulla salita del colle, poi trafugata dagli spagnoli nel 1536 (o ne 1511). La statua rappresenta la Madonna che porta sulle ginocchia il Bambino benedicente e tiene nella mano destra una cintura. La statua è in legno chiaro, intagliata da un pezzo unico, solo il Bambino è un pezzo aggiuntivo. Con un primo restauro del 1912 venne ricoperta di stucco e dipinta di azzurro. In seguito, all'inizio degli anni ottanta, la ricopertura iniziò a staccarsi e fu deciso di riportare alla luce la statua originaria. Successivamente anche le corone vennero sostituite, lasciando scoperto il capo del Bambino e cingendo quello della Madonna con un diadema di Stanislao Borghi. Stilisticamente ha caratteri simili alle sculture di Andrea da Milano (1492-1539), autore di opere simili nella provincia di Varese, ed è stata scolpita probabilmente negli anni venti.

#### Strutture nelle frazioni
- Chiesa della Santissima Trinità (località San Salvatore)
- Chiesa di San Lorenzo (località Gurone)
- Chiesa di Sant'Anna (località Gurone)

### Altro
- Monumento ai Caduti per la Patria, Piazza Vittorio Veneto. Ricorda il sacrificio dei cittadini malnatesi caduti nelle guerre coloniali, nella prima e seconda guerra mondiale, i cui nomi sono incisi sulle lapidi del monumento.
- Ponte di ferro. Ponte della ferrovia Laveno-Milano, riprodotto nello stemma del comune, che attraversa la valle dell'Olona. Costruito completamente in cemento armato nel 1927, è un'opera di ingegneria civile molto imponente per i materiali utilizzati. Sostituì il vecchio ponte in metallo del 1884, luogo di un famoso incidente ferroviario in cui due treni si scontrarono frontalmente.

### Siti archeologici
Durante l'inverno del 1889, in località Rogoredo, dei contadini rinvennero sotto una roccia descritta come una "rozza stele" una spada di ferro con impugnatura antropoide in bronzo, un frammento di una catena e di un anello, entrambi sempre in ferro. Si ritiene che derivino da un corredo tombale dell'Età del Ferro o del periodo delle invasioni galliche, date le diverse analogie con i rinvenimenti della facies di Hallstatt, nel complesso tra il III e II secolo a.C. Lo scavo che seguì il ritrovamento, portò alla luce una seconda tomba accanto alla prima, da cui vennero recuperati cinque vasi, frammenti di un braccialetto e di una fibula in ferro. Entrambe le tombe, appartenute ad un guerriero, la prima, e ad una donna, la seconda, erano ad incinerazione e delle ossa rimaneva solo qualche traccia. La spada, che venne definita la "Gemma della raccolta", è lunga 420 mm, compresa l'impugnatura di 115 mm che rappresenta una figura umana con il corpo formato da tre rigonfiamenti dai quali dipartono le appendici superiori che rappresentano le braccia (una fu rotta nel recupero). Tra le due appendici, la parte superiore dell'impugnatura è costituita da un pomello che rappresenta un viso maschile con tratti somatici ben delineati: volto allungato con occhi a mandorla e capelli lunghi, raccolti dietro al capo.
Tale spada fu verosimilmente importata, probabilmente dalla Svizzera, ed è riconducibile al Lateniano padano. L'originale è esposta al Museo Archeologico del Castello Sforzesco di Milano,, mentre una copia è esposta al Museo Civico di Scienze Naturali "Mario Realini".

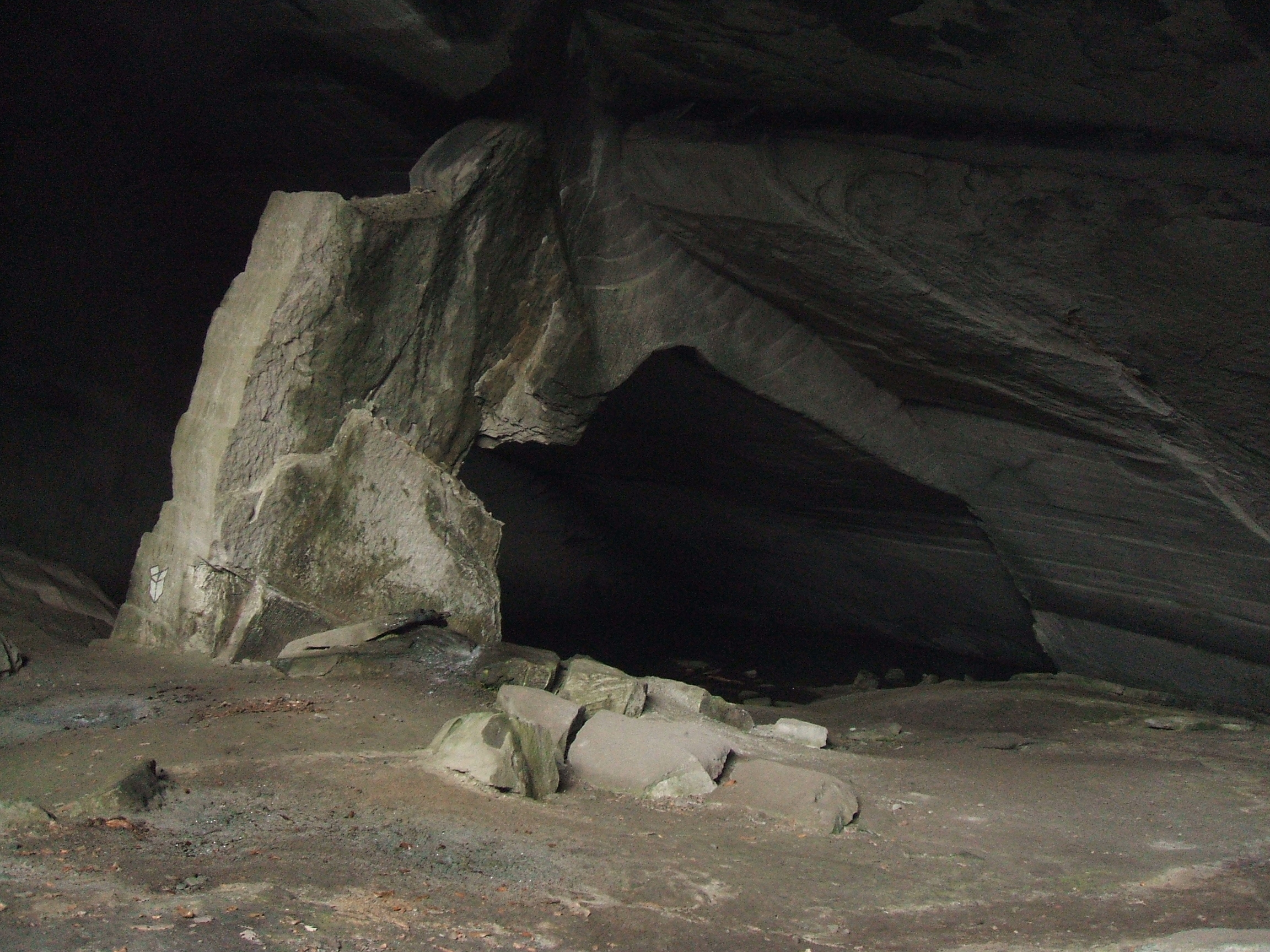
Interno di una cava di molera, Parco Valle del Lanza

### Aree naturali
- Parco Valle del Lanza. Parco locale di interesse sovracomunale. Riconoscimento D.G.R. n. 8967 del 30-4-2002.
  - Ente Gestore: Convenzione tra i Comuni di Malnate (VA) (capofila), Cagno, Valmorea, Rodero e Bizzarone (CO).
  - Superficie: 978 ha.
  - Caratteristiche: il parco è caratterizzato dall'ampio territorio costituito prevalentemente dalla valle in cui scorre il torrente Lanza, che dal confine italo-svizzero si immette poi in località Folla di Malnate nel fiume Olona e lungo il quale sorgono testimonianze storiche e di archeologia industriale quali mulini ad acqua e antichi nuclei industriali. Altre caratteristiche sono zone umide, ampie zone di interesse agricolo-forestale, sentieri e viabilità campestre, sistema idrografico di terrazzamento; elementi di architettura rurale storica, luoghi di culto e interesse culturale.
- Monumento naturale Sistema naturalistico delle cave di Molera di Malnate e Cagno, istituito nel 2015 nel territorio del Parco, include le cave sfruttate per ottenerne pietra molera, materiale arenario, utilizzata nell'edilizia.[30]

## Società

### Evoluzione demografica
- 1 086 nel 1751
- 1 258 nel 1770
- 1 184 nel 1784
- 1 200 nel 1805
- 1 257 nel 1812
- 2 281 nel 1853
- 2 345 nel 1859

Abitanti censiti

### Etnie e minoranze straniere
Una forte immigrazione, sia interregionale sia internazionale, fa contare numerose etnie differenti nella popolazione, per un totale di 1 269 cittadini stranieri iscritti all'anagrafe che costituiscono il 7,7% della popolazione del Comune al 31 dicembre 2009.
Di seguito viene riportato l'elenco dei dieci gruppi più consistenti della popolazione straniera residente:
1. Albania, 302
2. Marocco, 161
3. Ucraina, 67
4. Tunisia, 64
5. Ghana, 46
6. Romania, 45
7. Ecuador, 35
8. Sri Lanka, 33
9. Algeria, 31

Accanto alla lingua italiana, a Malnate è utilizzato il dialetto varesotto, una variante della lingua lombarda. Come tutti i dialetti lombardi occidentali, anche il varesotto è sostanzialmente una lingua romanza derivata dal latino. Con l'avanzare dei decenni l'uso del varesotto sta lentamente regredendo, anche se in maniera meno marcata di altri dialetti lombardi.

### Religione
Nel territorio del comune di Malnate esistono tre parrocchie: SS. Trinità, San Martino e San Lorenzo Diacono. Fanno tutte parte della zona pastorale di Varese dell'Arcidiocesi di Milano e seguono il rito ambrosiano.

## Cultura

### Istruzione

#### Biblioteche
- Biblioteca comunale "Adolfo Buzzi".

#### Scuole
- 1 Asilo nido;
- 5 Scuole dell'infanzia;
- 3 Scuole primarie;
- 1 Scuola secondaria.

#### Musei
- Museo Civico di Scienze Naturali "Mario Realini".

### Media

#### Stampa
- Malnate Ponte: periodico del Comune, che prende il nome dal monumento ingegneristico simbolo del paese.
- La Cava: annuario di storia locale realizzato dall'associazione ARS (Amici Ricerche Storiche) che viene pubblicato dal 1994. Utile per approfondire la storia di Malnate.
- Pinocchio. Un Pinocchio che parla malnatese. L'opera di Collodi scritta nella lingua parlata per molti anni dagli abitanti del paese.

### Cinema
La maggior parte degli interni e alcuni esterni del lungometraggio Scherzi: il film, dei varesini Alessandro Damiani, Stefano Damiani e Paolo Franchini, sono stati girati a Malnate. 
Una delle scene, girata davanti al municipio di Malnate, ha visto anche la partecipazione di DJ Aladyn, noto Dj di Radio Deejay.

### Cucina

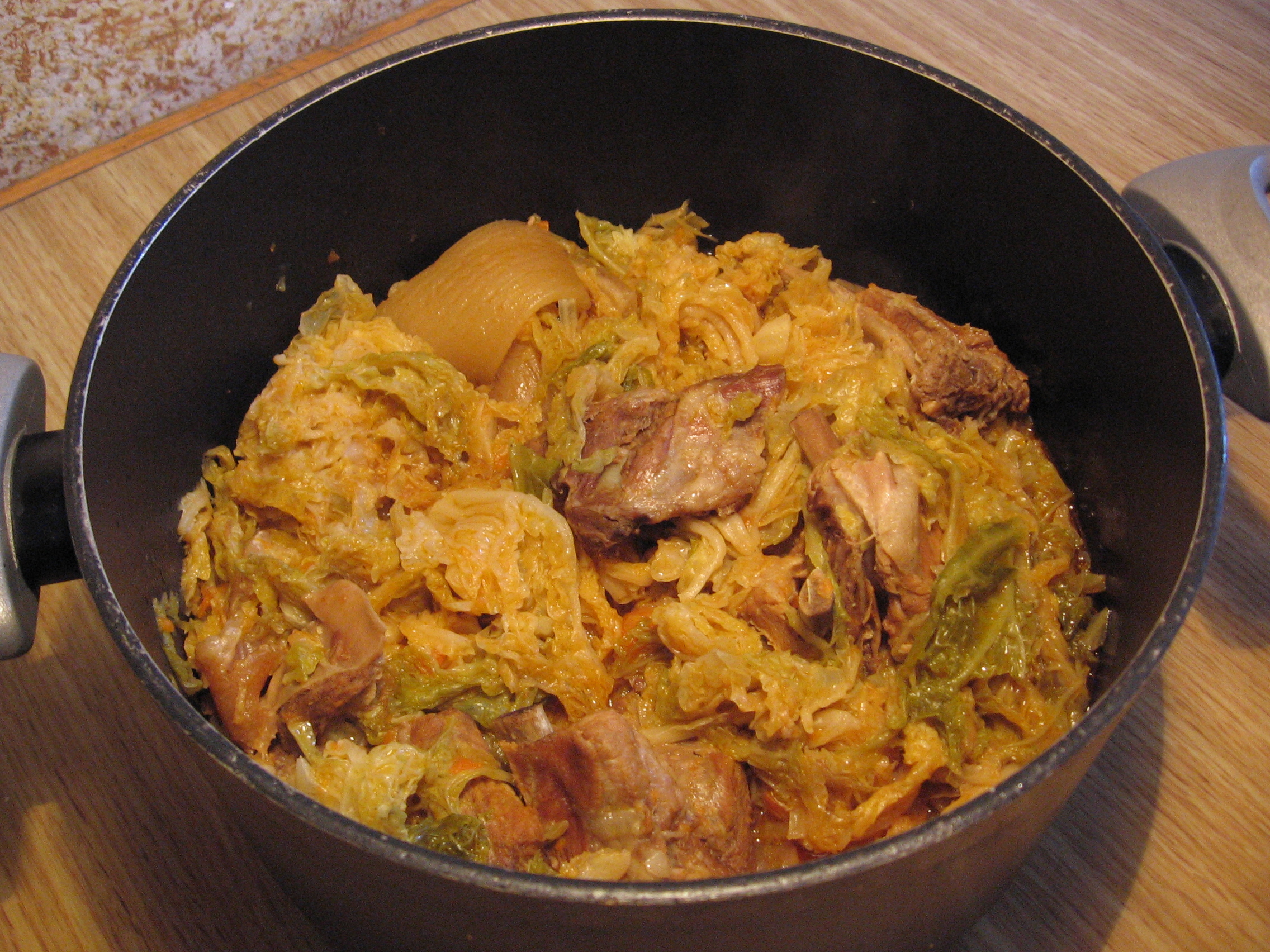
Una pentola di cassoeula

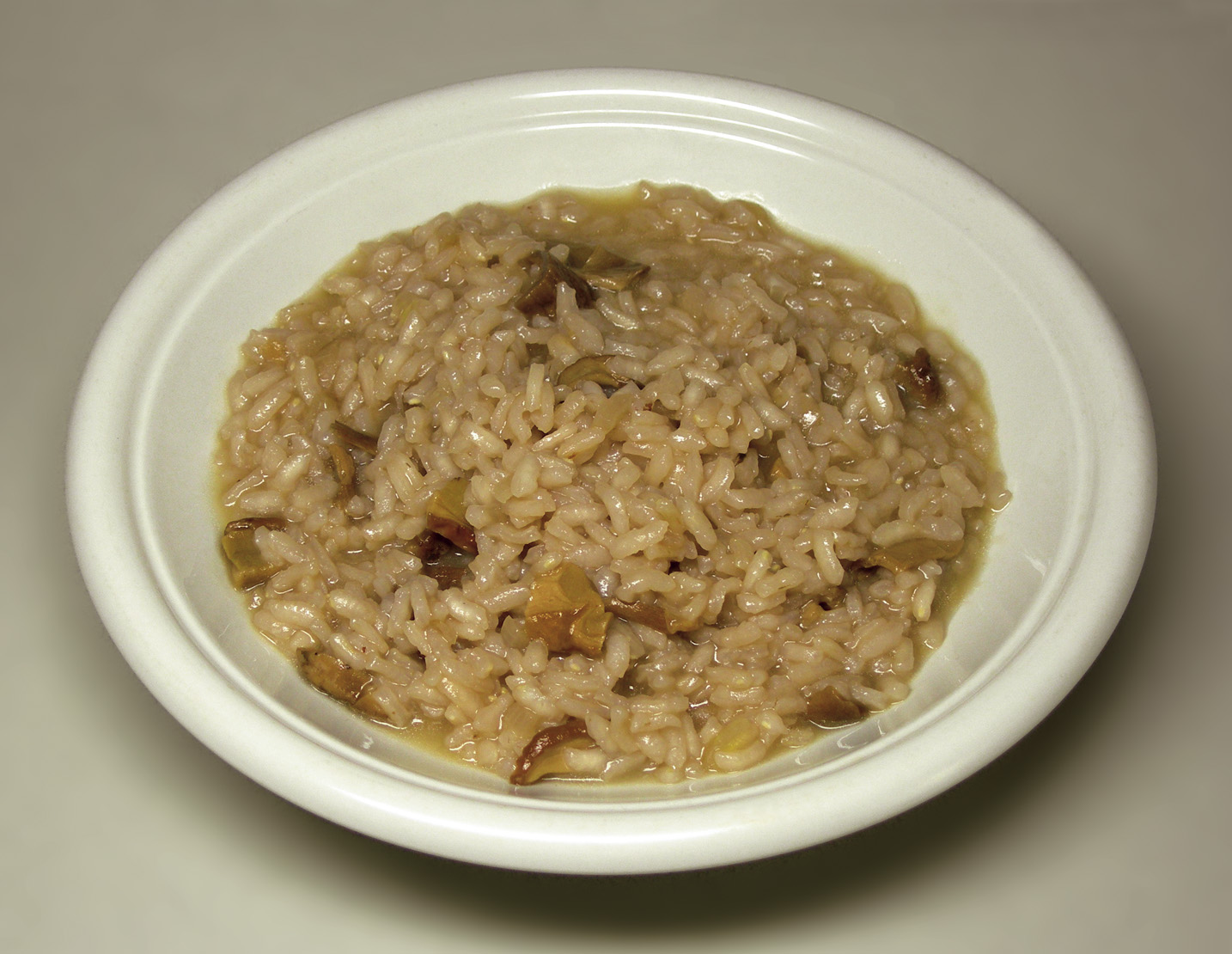
Risotto ai funghi

La cucina malnatese è tipica dell'Insubria. È legata a tradizioni contadine e al legame culinario con le zone vicine, soprattutto con la cucina milanese e Altomilanese. Alcuni piatti caratteristici sono:
- la Polenta (abbinata a vari ingredienti).
- la Cassœula, in dialetto varesotto detta anche cassoeura o casöra.
- la Büseca: trippa insaporita con soffritto di cipolla con lardo o pancetta, burro e salvia. Carote e sedano.
- la Turta de Michelacc: torta di pane raffermo, amaretti, cioccolato, uva sultanina e frutta candita.
- il Sancarlin: crema di formaggio, ottenuta dall'impasto di robiola, aglio, prezzemolo, panna, parmigiano, sale e pepe.
- il risotto cucinato in vari modi.

### Eventi
- Unica in Italia è la marcia non competitiva Pre Njmegen, nata come Prenimega, fondata dal giornalista Fulvio Campiotti e da Giovanni Copreni, ispirata alla "Marcia Internazionale di Quattro Giorni di Nimega" (Paesi Bassi), che ebbe sin dai primi anni la tutela dell'Alto Patronato del Presidente della Repubblica Italiana, giunta alla 37ª edizione (1º giugno 2008) e curata dall'Associazione Pre Njmegen Malnate. Il percorso tradizionale era di 43 km, tra alcuni comuni ai confini delle provincie di Varese e Como; nel 1984 fu inserito un percorso alternativo di 10 (poi 12) km per permettere la partecipazione di giovanissimi, anziani e portatori di handicap e nel 1999 uno di 22 km a passo libero. I percorsi sono quattro, con diverse lunghezze: 6, 12, 20 e 30 km con partenza ed arrivo dal Campo Sportivo "Nino Della Bosca". La partecipazione militare è il fiore all'occhiello della manifestazione e, inizialmente limitata solo a compagini italiane, si è estesa a reparti internazionali: svizzeri, austriaci, tedeschi, inglesi, ungheresi, francesi, rumeni e a rappresentanze della NATO. Diverse Associazioni di Volontariato coadiuvano gli organizzatori nelle fasi preparatorie e durante la marcia con la gestione dei punti di ristoro e delle cucine al campo. Corpi Bandistici, Fanfare Militari, Gruppi Folkloristici, Reparti Militari Equestri e Gruppi Cinofili fanno da contorno ad una delle maggiori manifestazioni provinciali.[40]
- Caratteristica del paese è anche la classica Sagra Settembrina, che da 76 anni si tiene presso la parrocchia dal primo sabato di settembre: cucina tipica, ospiti musicali, sport, giochi, mostre e diverse attività accolgono i cittadini della zona. Nel corso degli anni si sono alternate diverse regioni italiane, per arrivare negli ultimi a raccontare le storie ed i personaggi della Malnate stessa.
- Gurone in Festa, festa di fine agosto, organizzata dalla parrocchia di San Lorenzo

## Geografia antropica

### Suddivisioni storiche
Villa Rossi, Malboeucc, Contrada, Rogoredo, Valle, Folla, Baraggia, Cassei, Ronchetti dei Monti, Mottarello, Monte Morone, Madonna della Cintola.
Ogni zona del paese, sia abitata che coltivata o a bosco, ha il suo nome in dialetto varesotto:
- Villa Rossi. Zona alta di Malnate, situata su un terrazzo alla base del Monte Casnione, che racchiude le zone un tempo chiamate Albóstari, Albostar, la Brascella, Brascela, e i Ronchi, Runch, termine che significa terreno terrazzato e coltivato.
- Rogoredo. Zona situata a metè della statale. Chiamata Roguré o Reguré probabilmente si riferisce al bosco di rovere (rogur) che in antichità ricopriva la zona.
- Folla. Zona situata lungo la valle dell'Olona. Folla indica la presenza delle folle, mulini per la produzione della carta che prendono tale nome dalla follatura degli stracci necessaria per questa produzione. L'energia era fornita dai numerosi mulini costruiti lungo le rive del fiume.
- Baraggia. Zona situata a destra del Lanza. Baragia, e Baragiola, indica una brughiera bonificata e messa a coltura.
- Madonna della Cintola. La zona a Monte Morone vicino al santuario dedicato al culto della Madonna; la zona è proprietà privata.

### Frazioni
Folla e Baraggia a nord-ovest, Rovera ad est, San Salvatore a sud-est e Gurone a sud-ovest. Originariamente questi ultimi due, oltre a Monte Morone, erano comuni distaccati, riuniti a Malnate: San Salvatore e Monte Morone ai tempi della riforma di Carlo VI d'Asburgo e Gurone nel 1928. Gurone, tra i diversi nuclei abitativi, è quello che conta più abitanti oltre al capoluogo.

## Economia
L'economia del Comune, fino al 1800 per lo più di matrice agricola ed edile, si è poi basata più su un assetto di tipo industriale (industrie tessili, meccaniche e di abrasivi).
L'agricoltura è l'attività più antica che si è sviluppata in Malnate; da alcune pergamene risalenti al 1100, l'associazione ARS (Amici ricerche storiche) è riuscita a ricostruire la tipologia delle coltivazioni di quel periodo: vengono menzionati campi, vigne e prati, ma anche brughiere, terreni messi a bonifica e incolti. Venivano coltivati la segale ed il panìco ed inoltre Malnate aveva una sua unità di misura per i cereali, "modia ad starium de Malnate" (moggio secondo lo staio di Malnate). Queste tipologie di coltivazioni durano fino alla metà del 1800 quando la vite viene colpita dalla fillossera e successivamente dalla peronospora e dall'oidio. Anche la bachicoltura, attività diffusa nel paese, viene colpita dall'atrofia del baco da seta, ma si riprende successivamente, a differenza della viticoltura. La produzione agraria diminuisce anche nel secolo scorso durante il quale frumento, granoturco e patata sono i più diffusi, come anche il gelso legato alla bachicoltura. Grande ostacolo allo sviluppo dell'agricoltura moderna è stata la piccola proprietà, che ha reso l'attività legata solo alla sopravvivenza di ogni singola famiglia. L'attività col tempo si è ridotta a livello marginale, con pochissime aziende.
Le cave di molera sono state una delle più grandi ricchezze del paese durante il millennio corso. La molera, il cui nome deriva dall'utilizzo della pietra per la costruzione di mole per i mulini, veniva utilizzata per costruzioni edili di ogni tipo e tuttora rimangono testimonianze negli edifici più vecchi. L'uso di nuovi cementi e materiali per l'edilizia ha portato alla chiusura delle cave.
Lo sviluppo industriale è stato chiaramente legato all'Olona, che forniva acqua e forza motrice attraverso i mulini. L'industria serica e le cartiere sono state le prime a svilupparsi lungo il corso del fiume nella zona della Folla (Folla deriva da "follatura", operazione nella produzione della carta). Dalla ristrutturazione e dall'ampliamento di alcuni mulini sorsero le prime industrie meccaniche. Nella valle dell'Olona sopravvivono i ruderi di quel tempo. Durante il 900 le industrie più diffuse sono quelle meccaniche e del vestiario. Quest'ultima assorbiva la maggior parte dei lavoratori: la Tessitura Braghenti costruita nel centro del paese, per molti anni ha rappresentato l'attività industriale del Paese, di cui ha consentito un notevole sviluppo. Un'altra attività produttiva, di cui per molti anni Malnate ha rappresentato la maggiore area produttiva nazionale, è stata quella delle mole abrasive degli impianti Ermoli (tuttora attiva), continuazione dell'attività che precedentemente era connessa alle cave di molera.

## Infrastrutture e trasporti

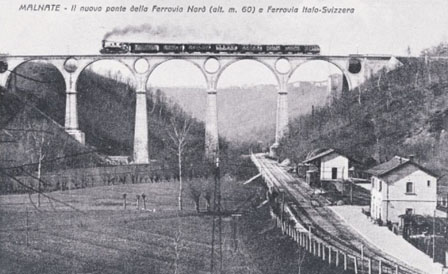
Cartolina dell'antica stazione di Malnate Olona; sullo sfondo il celebre viadotto della ferrovia per Laveno.

Il comune è attraversato dalla Strada statale 342 Briantea e dai tronchi Nord-Est, Nord e Sud del sistema tangenziale di Varese.
Un ruolo importante nello sviluppo e nella storia di Malnate fu giocato dal trasporto ferroviario: nel XX secolo il territorio comunale fu nodo della rete gestita dalle Ferrovie Nord Milano. Il comune era infatti servito da quattro stazioni: Malnate (punto di diramazione tra la Saronno-Laveno e la Varese-Como), Binago-San Salvatore (sulla Varese-Como), Malnate Olona e Bizzozero-Gurone (sulla linea internazionale di Valmorea). Tale ruolo si ridimensionò a seguito della dismissione della Varese-Como (con smantellamento del tratto Malnate-Grandate) e della linea di Valmorea (poi recuperata nel Terzo millennio a fini turistici sul tronco Malnate Olona-Stabio-Mendrisio).

## Amministrazione

### Amministratori eletti indirettamente o nominati
| 1786 - Agostino Conconi 1787 - Ambrogio Pessina 1788 - Agostino Conconi 1789 - Agostino Conconi 1790 - Agostino Conconi 1791 - Agostino Conconi 1792 - Agostino Conconi 1793 - Agostino Conconi 1794 - 1795 - Agostino Conconi 1796 - Guglielmo Conconi 1797 - Ambrogio Pessina 1798 - 1799 - 1800 - Agostino Conconi 1801 - Giuseppe Franzi 1802 - Giuseppe Franzi 1803 - 1804 - Giuseppe Speroni e Pier Luigi Comerio 1805 - 1806 - 1807 - 1808 - 1809 - 1810 - Andrea Croci 1811 - Ambrogio Pessina 1812 - Gian Battista Bernasconi 1813 - Giuseppe Speroni 1814 - Giuseppe Speroni 1815 - Andrea Croci 1816 - Andrea Croci | Abolito il sindaco, sostituito dalla Deputazione Municipale 1817 - conte Dandolo, Giovanni Battista Sanvito, Bartolomeo Sonzini 1822 - Andrea Croci, Luigi Monetti, Giacomo Brusa 1823 - Andrea Croci, Giacomo Brusa, Gaetano Galli 1825 - Andrea Croci, Ambrogio Lazzari, Carlo Gerolamo Pessina 1829 - Gaetano Galli, Luigi Monetti, Ambrogio Lazzari 1830 - Gaetano Galli, Luigi Monetti, Ambrogio Lazzari 1831 - Gaetano Galli, Luigi Monetti, Carlo Gerolamo Pessina 1832 - Gaetano Galli, Luigi Monetti, Ambrogio Lazzari 1836 - Gaetano Galli, Carlo Gerolamo Pessina, Giacomo Brusa 1837 - Gaetano Galli, Giacomo Brusa, Carlo Gerolamo Pessina 1839 - Gaetano Galli, Luigi Monetti, Gaetano Bernasconi 1843 - Luigi Monetti, Antonio M. Taglioretti, Antonio M. Comerio 1844 - G. Battista Galli, Antonio M. Comerio, Luigi Monetti 1849 - Domenico Ermoli, Luigi Monetti, G. Battista Galli 1850 - Domenico Ermoli, Luigi Monetti, G. Battista Galli 1852 - Gerolamo Pessina, G. Battista Galli, Francesco Maternini 1854 - G. Battista Conconi, Carlo Battaini, Antonio Realini Reintrodotto il Sindaco 1859-1866 - Luigi Vallino 1866-1868 - Giorgio Mentasti 1868 - Ezechiele Zanzi (Delegato straordinario) 1868-1905 - Paolo Tallachini 1907-1911 - Pietro Tallachini 1911-1912 - Antonio Bianchi-Luraschi 1912-1920 - Oreste Croci 1920-1923 - Antonio Bianchi-Luraschi | Nel Ventennio si alternano podestà e commissari 1923 - Nazzareno Mezzetti (commissario) 1923-1925 - Giuseppe Mazzucco (commissario) 1925-1927 - Ettore Scagliotti (commissario) 1927-1934 - Luigi Braghenti (podestà) 1934 - Edoardo Pallante (commissario) 1934-1939 - Alfredo Rosacher (podestà) 1939-1943 - Carlo Battaini (podestà) 1943 - Paolo Ventura (commissario) 1943 - Michele Buccico (Commissario) 1943-1944 - Alfredo Rosacher (commissario) 1944 - Felice Macchi (commissario) 1944-1945 - Paolo Ventura (commissario) 1945 - Cesare Cagnoni (commissario) Dopo la Liberazione torna il sindaco 1945 - Alfredo Ponzoni 1945-1946 - Luigi Banfi 1946-1948 - Luigi Butti 1948-1960 - Pasquale Canisio 1960-1969 - Agostino Bocci 1969-1971 - Filomeno Madera 1971-1985 - Luigi Battaini 1985-1993 - Natale Grizzetti |

### Amministratori eletti direttamente
| Periodo        | Periodo        | Primo cittadino            | Partito | Carica                       | Note                 |
| -------------- | -------------- | -------------------------- | --- | ---------------------------- | -------------------- |
| novembre 1993  | novembre 1997  | Maria Vittoria Della Bosca | Lista: Lega Nord                                                                                              | Sindaco                      |                      |
| novembre 1997  | 26 maggio 2002 | Olinto Manini              | Lista: Ulivo Uniti per Malnate                                                                                | Sindaco                      |                      |
| 26 maggio 2002 | 12 giugno 2007 | Olinto Manini              | Lista: Ulivo Uniti per Malnate                                                                                | Sindaco                      |                      |
| 12 giugno 2007 | 7 ottobre 2010 | Sandro Damiani             | Lista civica "Damiani Sindaco" Coalizione: Lega Nord - AN - UDC - "Damiani Sindaco"                           | Sindaco                      | [ 44 ] [ 45 ] [ 46 ] |
| 8 ottobre 2010 | 30 maggio 2011 | Dott. Annunziato Vardè     | - | Commissario prefettizio      |                      |
| 30 maggio 2011 | 5 giugno 2016  | Samuele Astuti             | PD Coalizione: PD - "Malnate Sostenibile" - "AttivaMente Donne-Lista Maria Croci"                             | Sindaco                      | [ 46 ]               |
| 5 giugno 2016  | 28 maggio 2018 | Samuele Astuti             | PD Coalizione: PD - "Malnate Sostenibile" - "Insieme-Lista Maria Croci"                                       | Sindaco                      | [ 47 ]               |
| 28 maggio 2018 | 9 giugno 2019  | Olinto Manini              | Lista civica "Insieme-Lista Maria Croci" Coalizione: PD - "Malnate Sostenibile" - "Insieme-Lista Maria Croci" | Vicesindaco facente funzioni |                      |
| 9 giugno 2019  | 25 giugno 2024 | Maria Irene Bellifemine    | Lista civica "Malnate Sostenibile" Coalizione: PD - "Malnate Sostenibile" - "Insieme-Lista Maria Croci"       | Sindaco                      | [ 46 ]               |
| 25 giugno 2024 | in carica      | Nadia Cannito              | PD Coalizione: PD - "Insieme-Lista Maria Croci" - "Viviamo Malnate" - "La Malnate che verrà"                  | Sindaco                      | [ 46 ]               |

## Sport
Lo sport a Malnate viene praticato a livello dilettantistico; le squadre militano in campionati amatoriali a carattere provinciale o regionale.

### Associazioni sportive
- Bugs Malnate Basketball, società di pallacanestro con diverse compagini giovanili, minibasket e una squadra senior
- nippon kenpō e ginnastica artistica, cPolisportiva GSD Or.Ma. Malnate. Società nata nel 2006 in Oratorio di Malnate milita nei campionati di CSI e FIB.
- Csi Gurone, società presente dal 1977 nell'ambito parrocchiale, con tante squadre di calcio a 7
- Squadra di softball: Associazione Giocatori Softball Malnate. Milita in Serie B e conta convocazioni nelle Nazionali Giovanili di alcune promettenti ragazze.
- Squadra di baseball: Vikings Malnate.
- Squadra di basket femminile: A.GE. Basket.
- Squadra di calcio: A.S.D. Malnatese.
- Squadra di atletica: Atletica Malnate.
- Squadra di agility dog: DogEden Malnate.
- Squadre di pallavolo: Stella Azzurra Pallavolo.
- Sezione del Club Alpino Italiano.
- Sezione Sci con lo Sci Club Malnate

### Impianti sportivi
- Gurian Field, campo di baseball e softball che ha ospitato alcune partite del XIII campionato europeo di Softball dal 6 al 12 luglio 2003.
- Palazzetto dello Sport, 429 posti a sedere ed uno spazio dedicato per i visitatori con disabilità.
- Campo Sportivo "Nino Della Bosca", campo di calcio.
- Oratorio di Malnate, campo da gioco calcio a 7.

### Eventi sportivi
Il 22 agosto 1997 è stata il luogo d'arrivo della 77ª Tre Valli Varesine, vinta nell'occasione da Roberto Caruso.